# Uramya elegans
Uramya elegans là một loài ruồi trong họ Tachinidae.